# Rot‐topp

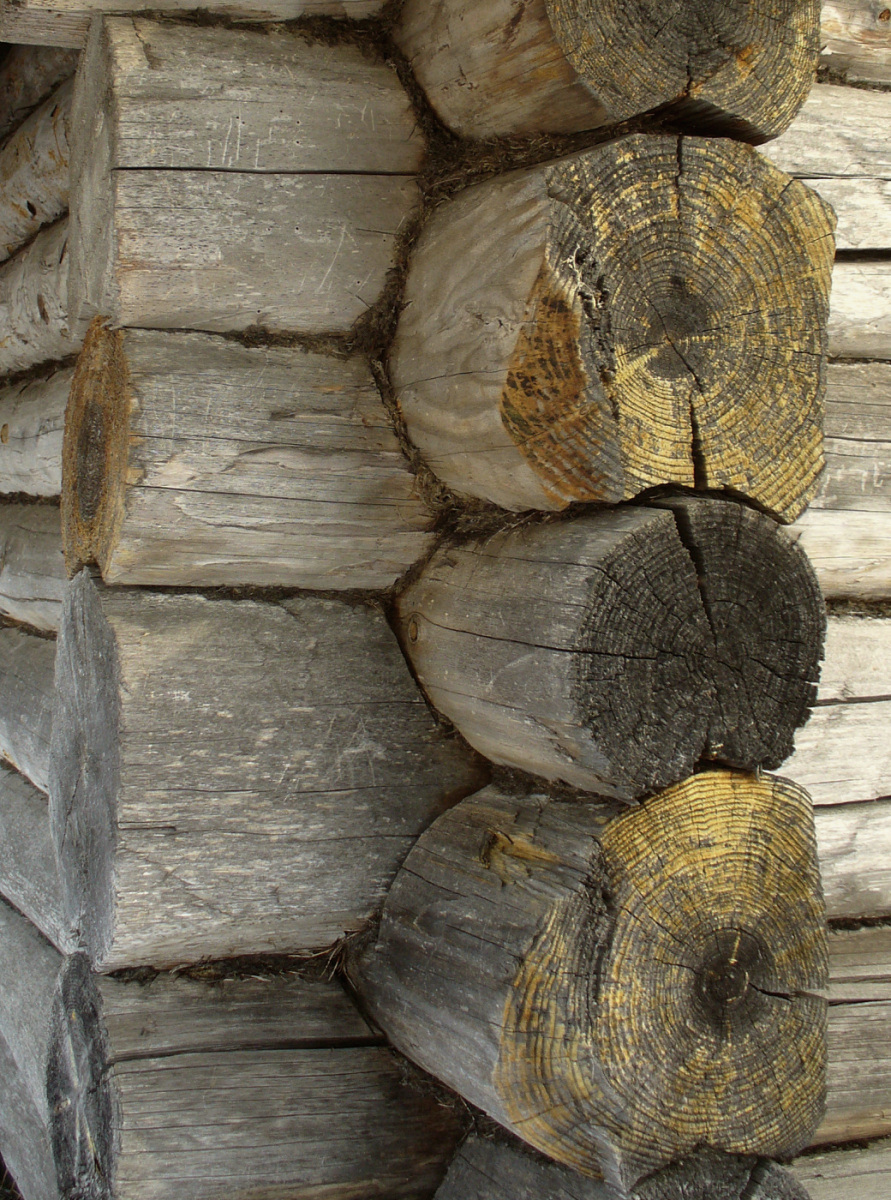
Vid en husknut syns att de grova rotändarna omväxlar med de smala toppändarna.

Rot‐topp, rot/topp eller rot mot topp är namn på ett byggnadssätt vid timring av hus, och betyder att varje timmerstock läggs med rotänden på underliggande timmerstocks toppände och toppänden på underliggande timmerstocks rotände, så att väggarnas övre kant inte skall ha nämnvärd lutning, eller att brädor eller plankor läggs så vid läggning av trägolv eller av trätak, för att förebygga att brädornas avsmalnande form gör den träckta ytan sned och icke‑rektangulär.

## Väggar
Rot‐topp är det ursprungliga sättet att timra. När man timrade för hand var det arbets‐ och materialbesparande att låta timmerstockarna behålla sin ursprungliga avsmalnande form. För att väggarnas översidor skulle bli vågräta lade man omväxlande rot över topp.
I dag finns maskinsågat timmer med samma höjd (bredd) på timmerstockarna i båda ändar. Timrar man med sådant timmer behövs inte  rot‐topp‐tekniken.

## Golv och tak
Rot‑topp‑tekniken kan även användas i trägolv, i träinnertak och i utvändig träpanel, men då avses att brädor läggs rot‑topp. Även här är tekniken materialbesparande. I äldre hus är tildet (golvet) ofta gjort av breda, mot ena änden avsmalnande brädor eller plankor, varvid alla brädor är olika, eftersom man tagit av minsta möjliga mängd trä från brädans kanter; brädorna elleer plankorna är kantsågade efter stockens avsmalnande form.